# Equisetum × torgesianum
Equisetum × torgesianum là một loài dương xỉ trong họ Equisetaceae. Loài này được Rothm. mô tả khoa học đầu tiên.
Danh pháp khoa học của loài này chưa được làm sáng tỏ. 